# Tomasz Treter
Tomasz Treter (ur. 1 marca 1547 w Chwaliszewie, zm. 11 lutego 1610 we Fromborku) – kanonik warmiński, sekretarz królewski, poeta, filolog, heraldyk, rytownik i tłumacz.

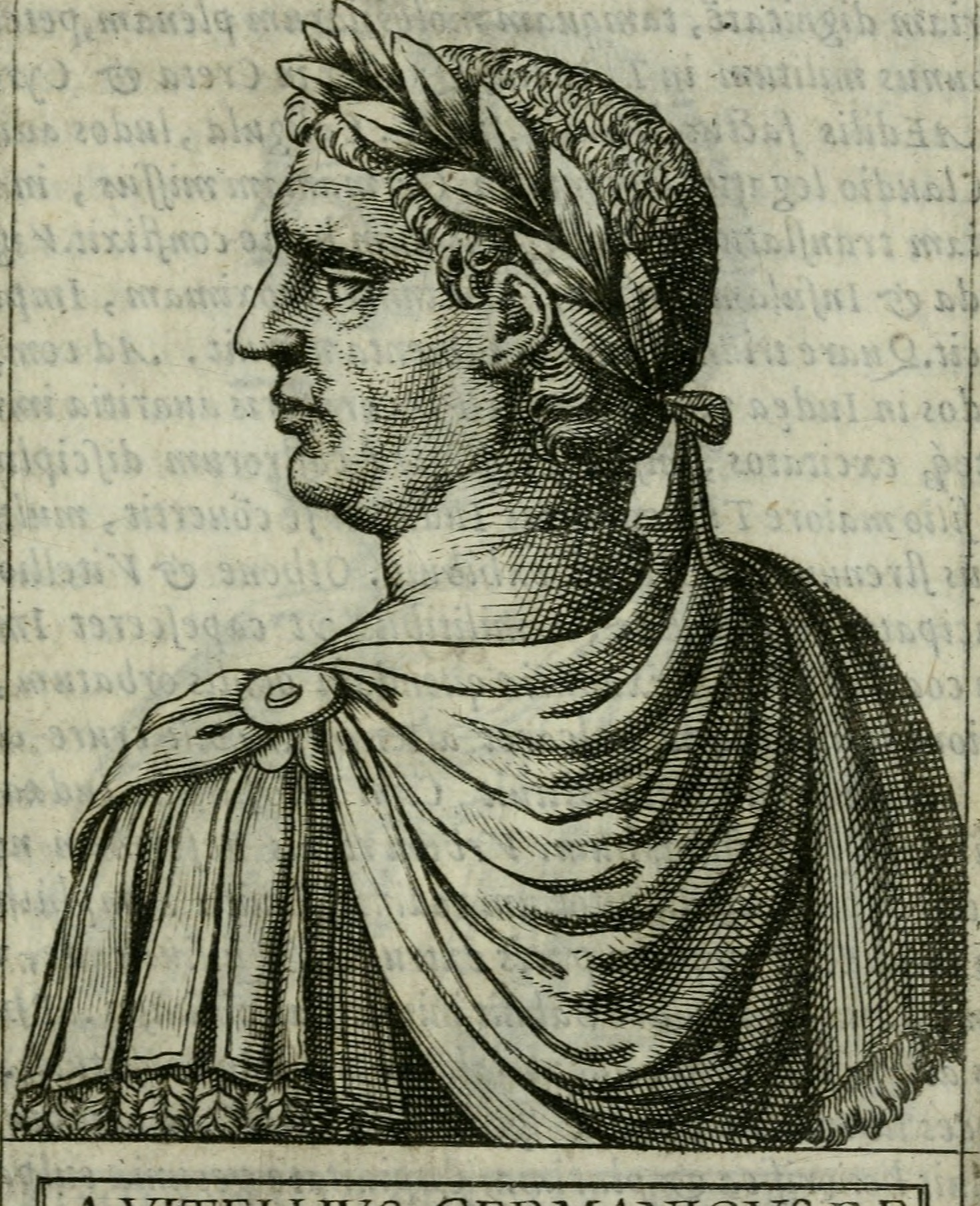
Romanorvm imperatorvm effigies. Tomasz Treter (1583).

## Rodzina
Pochodził z ubogiej rodziny mieszczańskiej. Był synem poznańskiego introligatora Jakuba i Agnieszki z Różanowskich.

## Kariera
- początkowe nauki pobierał w Poznaniu
- w latach 1566–1569 – kształcił się w kolegium jezuitów w Braniewie
- od 1569 – przebywał w Rzymie, gdzie studiował teologię i prawo. Uzyskał doktorat z prawa kanonicznego. W Rzymie przebywał 22 lata. Był sekretarzem biskupów warmińskich: Stanisława Hozjusza i Andrzeja Batorego. Był kanonikiem przy Lateranie oraz pierwszym przełożonym Hospicjum Polskiego w Rzymie założonym przez Stanisława Hozjusza
- w latach 1579–1593 – był kanonikiem przy bazylice Santa Maria in Trastevere w Rzymie oraz kanonikiem ołomunieckim
- był sekretarzem Anny Jagiellonki, Stefana Batorego i Zygmunta III Wazy
- w lipcu 1584 wrócił do Polski
- w grudniu 1585 wybrano go na kanonika warmińskiego, był jednym z wybitniejszych członków kapituły warmińskiej, pełnił obowiązki jej kanclerza

## Twórczość
Przygotował indeks do dzieł Horacego, opracował biogramy biskupów warmińskich, które wydane zostały w 1685 roku w dziele De episcopatu et episcopis Ecclesiae Varmiensis, uzupełniając także żywoty biskupów poznańskich Vitae Episcoporum Posnaniensium Jana Długosza.  Wykonał 100 miedziorytów przedstawiających sceny z życia Kardynała Stanisława Hozjusza wraz z objaśniającymi je odami pt. Theatrum virtutum D. Stanislai Hosii  (wyd. 1588). Przełożył na łacinę dziełko Peregrynacja do Ziemi Świętej Mikołaja Krzysztofa Radziwiłła Sierotki, które zostało wydane w roku 1601 pt. Hierosolymitana peregrinatio... .

### Utwory
- In Quinti Horatii Flacci... Poemata omnia rerum ac verborum locupletissimus Index, Antwerpia 1575, drukarnia K. Plantinus; wyd. następne przy: Poemata omnia, cz. 2, Frankfurt; wyd. zmienione i uzupełnione zob. Estreicher XXXI, 313; autograf: Bibl. Vallicelliana w Rzymie, szczegółowy indeks słów i rzeczy, opracowany z S. Drożyńskim (Drosiniusem) do poezji Horacego, według wydania lyońskiego Sebastiana Gruphiusa
- Vita et miracula S. Patris Benedicti, Rzym 1579 (tu sztychy Bernarda Passero z objaśniającymi epigramami T. Tretera wraz z przekł. hiszpańskim); wyd. następne: Rzym 1597 (bez tekstu hiszpańskiego); niektóre epigramy przedr. F. Hipler „Die Kupferstecher im Ermland”, Zeitschrift f. d. Geschichte u. Alterthumskunde Ermlands, t. 7 (1879-1881); F. Hipler „Treters Leben des h. Benedikt”, Zeitschrift f. d. Geschichte u. Alterthumskunde Ermlands, t. 7 (1879-1881)
- Pontificum Romanorum effigies, Rzym 1580, drukarnia F. Zanetti; wyd. następne: Rzym 1591
- Romanorum imperatorum effigies, Rzym 1583, drukarnia V. Accoltus; wyd. następne: Rzym 1590; Rzym 1592
- Theatrum virtutum D. Stanislai Hosii, Rzym 1588 (zawiera 100 rycin na miedzi ze scenami z życia S. Hozjusza), 100 ód na wzór horacjański, objaśniających poszczególne ryciny, ogł. M.K. Treter, Kraków 1685, drukarnia F. Cezary; wyd. następne: brak miejsca wydania 1686; przedr. F. Hipler, Braniewo 1879; całość wyd. J. Umiński, Pelplin 1938; niektóre sztychy reprodukowali: J. Umiński „Zapomniany rysownik i rytownik polski XVI w.”, Collectanea Theologica (= Przegląd Teologiczny) 1932 i odb.; J. Umiński „Opinie o cnotach, świątobliwości i zasługach Stanisława Hozjusza”, Lwów 1932, Odrodzenie w Polsce. Materiały Sesji Naukowej PAN 25-30 października 1953 r., t. 2: Historia nauki, cz. 1, Warszawa 1956, pomiędzy s. 96-97, 144-145; Odrodzenie w Polsce. Przewodnik po Wystawie w Muzeum Narodowym w Warszawie 1953−1954, Warszawa 1953, ilustr. 33
- Regum Poloniae icones, Rzym 1591; wyd. następne: koniec XVII w.
- Sacratissimi Corporis Christi historia et miracula, Braniewo 1609, drukarnia J. Schönfels; przekł. polski: K. Miedzwiedzki pt. Trzy Święte Hostie, Poznań 1772; przekł. niemiecki (w skrócie) pt. Geschichte von den heiligen drei Hostien, Poznań 1799
- Symbolica vitae Christi, Braniewo 1612, drukarnia J. Schönfels
- De episcopatu et episcopis ecclesiae Varmiensis, Kraków 1685, drukarnia F. Cezary.
- Vitae Episcoporum Posnaniensium Per Ioannem [...] Dlugossium [...] conscriptae [...] Opera Thomae Treteri [...] in lucem editae, Braniewo 1604, drukarnia Jerzy Schönfels.

### Przekłady
- M.K. Radziwiłł Sierotka Peregrynacja jerozolimska..., przekł. łaciński pt. Hierosolymitana peregrinatio..., Braniewo 1601, drukarnia J. Schönfels; wyd. następne: Antwerpia 1614; Taurini 1753; Cassoviae 1756.

### Listy
- Korespondencja z biskupem S. Rudnickim z lat 1600-1610, rękopis: Archiwum Biskupie we Fromborku, sygn. D 62
- Liczna korespondencja w rękopisach bibliotek w Królewcu, Heilsbergu i w bibliotekach szwedzkich
- List od S. Reszki, dat. w Andrzejowie w roku 1590, w: S. Reszka Epistolarum liber unus, Neapol 1594.

## Życie prywatne
Jego krewnym był dr Maciej Kazimierz Treter (łowczy podlaski, zm. 1692). Rodzina Treterów została nobilitowana w 1669 i używała herbu Szreniawa bez krzyża.